# 응향 사건
응향 사건(凝香 事件)은 1946년 함경남도 원산의 원산문학가동맹이 출간한 광복 기념 시집 《응향》(凝香)에 얽힌 필화 사건이다.
당시 원산문학가동맹의 위원장은 박경수였다. 《응향》에는 강홍운, 구상, 서창훈, 이종민, 노양근 등의 시가 실렸고 이중섭은 표지 제작을 맡았다.
시집에 실려 있던 시 가운데 일부가 애상적이고 허무한 정서를 담고 있다는 점이 문제되어 1946년 12월 20일 북조선문학예술총동맹 상무위원회가 소집되면서 필화 사건으로 점화되었다. 상무위원회는 이 시집을 퇴폐적, 반인민적, 반동주의적인 것으로 규정한 결정서를 발표하였고, 최명익, 송영, 김사량, 김이석 등을 검열원으로 원산에 파견하였다.
특히 이 결정서가 조선문학가동맹의 기관지인 《문학》에 이듬해 4월 〈시집 『응향』에 관한 결정서 ― 북조선문학예술총동맹 중앙상임위원회의 결정서〉라는 제목으로 게재되면서 남한 문단에도 알려져, 김동리를 시작으로 조연현, 곽종원, 임긍재 등 우익 문인들이 반론을 발표하기도 했다. 구상은 이 사건을 계기로 월남했고, 조선민주주의인민공화국 정권의 사회주의 문학에 대한 관점이 분명히 드러나면서 남한의 보수 문단은 친일 논란을 잠재우고 반공주의를 공고히 하며 결속하는 결과를 낳았다.
조선민주주의인민공화국 최초의 필화 사건인 이 사건에 대한 평가는 대한민국과 조선민주주의인민공화국에서 극명하게 엇갈린다. 대한민국에서는 조선민주주의인민공화국 정권 수립 시기의 정치적 단결을 도모하기 위한 표현의 자유 억압 사건으로 보고 있다. 반면 조선민주주의인민공화국에서는 현실 도피적이고 정권에 대한 회의적 정서를 담고 있는 《응향》에 수록된 시들은 착취 계급의 과거에 대한 향수를 표현하고 있으며, 건국 시점에서 용납할 수 없는 반동 행위였다고 평가하고 있다.

## 참고 자료
- 조영복 (2002년 9월 10일). 〈백석 - 파란 혼불처럼 떠도는 문학사의 고아〉. 《월북 예술가, 오래 잊혀진 그들》. 서울: 돌베개. ISBN 9788971991503.
- 구상 (2007년 2월 28일). 〈제3부 나의 시의 좌표 - 시집 《응향(凝香)》 필화사건 전말기〉. 《시와 삶의 노트 (구상문학총서 6)》. 서울: 홍성사. ISBN 9788936507527.